# René Goscinny
René Goscinny (Parigi, 14 agosto 1926 – Parigi, 5 novembre 1977) è stato un fumettista, editore e umorista francese, famoso nel settore dei fumetti per ragazzi.
Numerose le pubblicazioni a cui ha partecipato e le serie da lui portate al successo: tra queste Lucky Luke e, in sodalizio con il disegnatore Albert Uderzo, Asterix. È anche autore dei racconti per bambini della serie Le petit Nicolas.

## Biografia

### Primi anni
René Goscinny nasce a Parigi da una coppia di emigranti polacchi di religione ebraica: il padre è Stanisław Simcha Gościnny, un ingegnere chimico di Varsavia, la madre è Anna Bereśniak, originaria di Chodorków, un villaggio nei pressi di Żytomierz (oggi Žytomyr, in Ucraina). È il secondogenito, preceduto dal fratello Claude di sei anni più grande. Quando aveva solo due anni, il padre trova un posto da ingegnere chimico a Buenos Aires e si trasferisce con l'intera famiglia. I Goscinny non rompono i legami con la Francia, tornando in patria appena possono e facendo studiare i figli nelle scuole in lingua francese. È in Sud America che il piccolo René scopre la letteratura a fumetti.
Con lo scoppio della Seconda guerra mondiale, una parte della sua famiglia rimasta in Europa, conoscerà la tragedia dell'Olocausto, con la morte di undici di loro nei lager di Auschwitz e Pithiviers. Nel frattempo Goscinny trascorre un'infanzia felice, ma nel 1943, poco dopo il conseguimento del diploma, suo padre muore per un'emorragia cerebrale. Sfumato il progetto di entrare ad una scuola di Belle Arti - all'inizio della guerra realizzava caricature dei dittatori europei - è costretto a cercare lavoro. Inizia a svolgere l'attività di aiuto contabile in una ditta di pneumatici, lavoro che troverà ingrato, per poi divenire apprendista disegnatore in una agenzia pubblicitaria.
Nel 1945, con la madre al seguito, si trasferisce a New York presso suo zio Boris. Per evitare il servizio militare sotto l'esercito statunitense, nel 1946 torna in patria per arruolarsi nell'esercito francese, venendo inquadrato nel 141º battaglione di fanteria alpina. Viene nominato disegnatore ufficiale del reggimento, lavorando a illustrazioni e poster per l'esercito.

### Primi lavori
Terminato il servizio militare per René iniziano sette anni difficili. Conosce e condivide magri pasti con Wili Elder, Jack Davis e Harvey Kurtzman, che saranno i futuri padri della rivista demenziale Mad, ma a quell'epoca lui e i suoi amici si barcamenano in attesa di vere opportunità. René prova a lasciare il lavoro precario con ben poca fortuna. Le sue lettere di assunzione ricevono innumerevoli rifiuti e, quando finalmente riesce a farsi assumere come illustratore per l'infanzia, il suo editore fallisce.
Goscinny ha spesso ripetuto che l'ambizione della sua vita era diventare umorista, far ridere la gente, ma dal principio non sapeva ancora bene come. Negli Stati Uniti d'America non poteva certo fare l'attore o lo scrittore, visto che quasi non conosceva la lingua; due disegnatori europei emigrati negli USA, Gillain e Morris, gli offrono una possibilità indicandogli il settore dei fumetti. Goscinny sarà costretto a fare da solo i disegni delle sue prime storie. Non essendo molto dotato tecnicamente spesso deve sopperirvi attraverso la sceneggiatura. Ad esempio ha problemi a disegnare le auto e per evitare di farlo quando i suoi personaggi hanno fretta si mettono a correre.
Nel 1951 gli stessi Gillain e Morris lo presentano a Georges Troisfontaines, direttore di una agenzia stampa in Belgio. Nell'ambiente è una semplice formula di cortesia, ma al neofumettista basterà per imbarcarsi nell'avventura e presentarsi un mese dopo con diciannove tavole di Dick Dicks, la sua prima serie. Il direttore rimane colpito dal risultato e si impegnerà, con scarso successo, per venderla come striscia quotidiana ai giornali del paese.

### L'incontro con Uderzo
Il disegnatore Albert Uderzo lavora già da alcuni anni in Francia per France Dimanche, facendo reportage a disegni. In quel periodo il redattore di un'agenzia sentiva vagamente una notizia, ne inventava i dettagli e passava il tutto al disegnatore perché realizzasse una bella tavola drammatica. Anche se si trattava di un lavoro ben pagato, era sempre un lavoro di ripiego. Ma un giorno si presenta un certo Yvan Chéron, proprietario di una agenzia di stampa belga, che propone ad Albert di disegnare altro: i fumetti. Il Belgio di quegli anni è l'El Dorado della strip e Uderzo accetta l'invito a Bruxelles.
Lì il proprietario dell'agenzia e il suo amico Georges Troisfontaines hanno fondato due agenzie indipendenti, la World Press e la International Press, due agenzie che però condividevano la stessa sede e gli stessi autori. Nel dicembre del 1951 Uderzo sta finendo in tutta fretta Belloy, le chevalier sans armure. Per recuperare un po' del tempo perduto, World Press utilizza come corriere tra le due agenzie un giovane francese di ritorno dagli Stati Uniti d'America ed ancora senza contratto: Goscinny. È così che René e Albert si incontreranno per la prima volta.

### Lucky Luke
Per Goscinny il 1950 rimane un anno difficile, da precario, ma deve resistere finché il suo Dick Dicks non sarà pubblicato. Nel frattempo scrive le prime sceneggiature per la serie Lucky Luke. Morris, al secolo Maurice de Bévère, rimane colpito dalla professionalità e genialità di René. Grazie alle sue idee la serie si trasforma: il fumetto di Lucky Luke si trasforma in una caricatura del genere western, Lucky Luke sarà sì un cowboy silenzioso, ma avrà un cavallo parlante e non farà mai ricorso alla violenza. La censura ebbe sicuramente un suo peso nella scelta compiuta dall'autore di escludere avvenimenti e scene classiche dello scontro tra il bene e il male: infatti la censura era già riuscita a bandire tali prerogative da personaggi di successo come Tarzan e Superman. Rinunciare a duelli all'ultimo sangue, morti e ferimenti diventava soprattutto una sfida di inventiva: eliminare il cattivo di turno con una simpatica trovata, sempre nuova.

### La coppia Goscinny-Uderzo

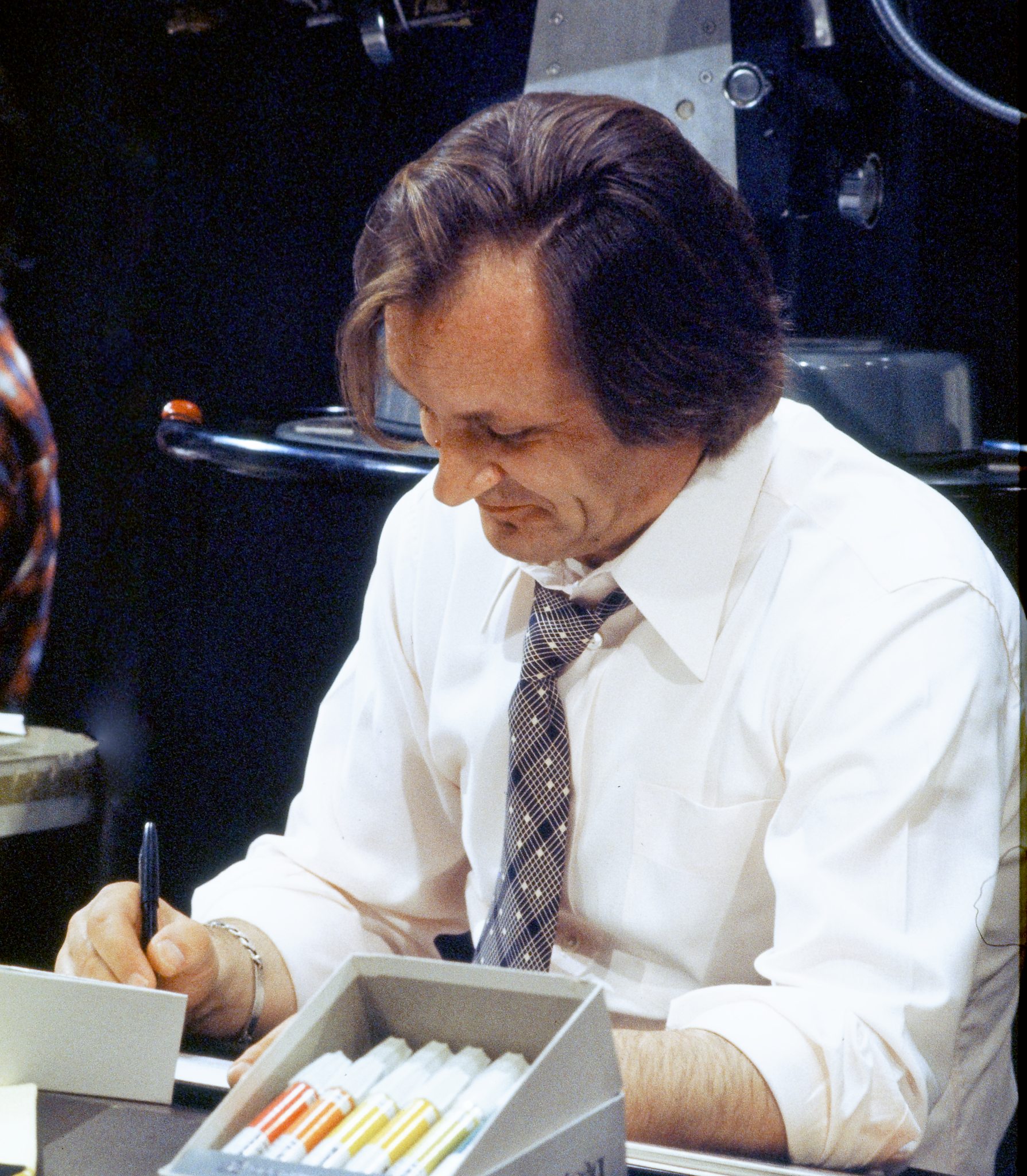
Albert Uderzo

Nonostante il suo importante ruolo nella serie, René Goscinny deve rimanere ancora nell'ombra; potrà apporvi solo le sue iniziali R.G. Inizierà a firmare le storie per esteso solo perché Georges Remy, alias Hergé, teme possibili confusioni. Dick Dicks trova un acquirente, la Wallonie, e l'autore si trasferisce nell'ufficio parigino della World Press. Ritrova Albert Uderzo e stringe amicizia col suo nuovo vicino di scrivania. Uderzo lavorava principalmente per serie realiste, alla maniera dei cartoonist statunitensi, ma la sua vera passione rimane la comicità: ogni foglio da lui composto viene sistematicamente riempito di caricature. Troisfontaines affida allora all'inedita coppia un compito inatteso: la rubrica del galateo, sul femminile Bonnes Soirées. Goscinny e Uderzo per scriverne i testi si rifanno ad un manualetto belga, pieno di regole comicamente desuete. Tra una risata e l'altra i due imparano a lavorare insieme. I due provano il lavoro in coppia: nasce così Jehan Pistolet, corsaire prodigieux, testi di Goscinny e disegni di Albert Uderzo.
Nel 1952 World Press sogna un grande lancio negli Stati Uniti ed il duo risponde con una nuova serie: Oumpah-Pah le peau-rouge. Un indiano moderno con lavatrici e televisori sotto il teepee. I due ricordano quegli anni come un lavoro ininterrotto: Jehan Pistolet, Benjamin et Benjamine, Luc Junior, collaborazioni, racconti, e così via. Nel 1955 inizia una serie unica nel suo genere, per la quale René Goscinny prova una tenerezza particolare. Prima come fumetto, e poi come testo illustrato, immagina con Sempé il racconto in prima persona della vita di un bambino, Le petit Nicolas. Non il solito Pierino, ma un bambino normale: goloso, chiacchierone, che ama giocare e divertirsi. I bambini si ritrovano in Nicolas, nella sua psicologia, mentre gli adulti assaporano l'ironia e ricordano la loro infanzia.

### L'agenzia Edipresse
Nel 1956 René viene licenziato da un giorno all'altro da Troisfontaines, convinto che l'umorista sia diventato un agitatore sindacale. Albert, che lavorava in esclusiva, rimane con un pugno di mosche in mano. Fortunatamente la redazione di World Press decide di mettersi in proprio. Nasce Edipresse, agenzia di stampa e pubblicità. Jean Hébrard fornisce i capitali e la sede, Goscinny, Uderzo e Charlier contribuiscono en nature, cioè con il loro lavoro.
Tutto ruota attorno alla pubblicità. La commessa principale è Pistolin il giornale pubblicitario della Chocolat Pupier. A questa si sommano in seguito le storie pubblicitarie per la Chambre syndicale de la Margarine, Pétrole Hahn con la sua famille Cockalane, la Chambre syndicale de la Haute Couture e altri lavori. Edipresse accetta ogni lavoro, Goscinny e Uderzo fanno addirittura delle storie realiste. Nel frattempo Goscinny moltiplica le collaborazioni: Franquin, Tibet, De Moor, Maréchal, Macherot, Dino Attanasio, Berckmans e altri ancora. L'esperienza alla World brucia ancora e vuole ad ogni costo evitare che si possa ripetere.
Grazie a questi nuovi contatti il Journal de Tintin accoglie nelle sue pagine alcune storie del duo Uderzo-Goscinny. Poco dopo giunge la grande rivincita: pubblicare quell'Oumpah-Pah che Dupuis aveva snobbato sei anni prima. La serie viene ritoccata, ambientandola nel 1700 e affiancando al pellerossa un incipriato colonizzatore: Hubert de la Pâte Feuilletée. Le storie sono molto belle, ma un sondaggio dell'edizione belga del giornale mette la strip solo al dodicesimo posto. L'orgoglio dei due è ferito e, ormai impegnati su nuovi progetti, decidono di interrompere la serie.

### Il giornale per adolescenti Pilote
Nel 1959 Radio Luxembourg fa una proposta coraggiosa per quei tempi: fondare un giornale per i giovani, la radio come supporto pubblicitario. Fondare un giornale è una prospettiva allettante, che Goscinny affronta con un anno intero di contrattazioni e tavole rotonde: tutti a Radio Luxembourg vogliono dire la loro. François Clauteaux, futuro direttore del giornale, inventa il titolo: Pilote, il giornale che pilota i bambini.
Le fatiche di Goscinny sono ricompensate: Pilote è il primo periodico francese a fumetti e l'unico ad essere diretto dai suoi stessi autori, una vera rivoluzione. Gli autori Charlier e Goscinny si dividono i compiti: il primo controlla le storie realiste, il secondo quelle comiche. Lavorano uno di fronte all'altro: la scrivania di Goscinny è vuota, impeccabile, mentre quella del ritardatario Charlier straripa di oggetti che regolarmente invadono il campo del collega. Riunire la redazione è difficile, Edipresse è sulla lista nera della concorrenza e gli editori minacciano di licenziare chi collabora. Nonostante tutto il giornale esce il 29 ottobre 1959, lanciato da un giorno intero di pubblicità alla radio. Le grand magazine illustré des jeunes vende ben 300 000 copie in un giorno.
Per la prima volta un giornale è pensato per gli adolescenti, e non per i bambini. Il tono liceale (potache) è nuovo e divertente. Giochi ed articoli occupano più pagine che i fumetti, ma la loro qualità rimane altissima. Le Petit Nicolas di Goscinny-Sempé, Michel Tanguy di Charlier-Uderzo, Le Démon des Caraïbes di Charlier-Hubinon ed altri ancora.

### Nascita di Asterix
Su Pilote debutta anche una nuova serie, introdotta da un breve commento:
L'intenzione di François Clauteaux, direttore del giornale, era di dare ai lettori un po' di folclore francese, invece dei soliti gialli e western. Goscinny e Uderzo decidono allora di adattare a fumetti le Roman de Renart. Per evitare paragoni con altre serie bisogna trovare una nuova idea. Uderzo ricorda così il lungo brain storming con cui è nato Asterix:
"I Galli, sconfitti, depongono le armi ai piedi di Cesare? Invece no! Un villaggio, abitato dai cugini di Vercingétorix, resiste ancora all'invasore." Goscinny, fan del calembour, crea i primi abitanti: Panoramix, Assurancetourix, Abraracourcix. Per il personaggio principale viene scelto Astérix, per ragioni bassamente pratiche. Le collane di fumetti sono in ordine alfabetico: trovarsi in cima è un'ottima pubblicità. Trovata l'idea si aggiungono i dettagli. Il duo René Goscinny-Albert Uderzo consulta il loro vecchio manuale scolastico, il Mallet-Isaac, ritrovano druidi, bardi, guerrieri, e ribaltano il tutto. La comicità diventa prendere in contropiede i luoghi comuni: il bardo canta male, la pozione sa di aragosta e l'eroe è un soldo di cacio.
Nei primi schizzi di Uderzo il personaggio Asterix è alto e atletico, sarà Goscinny ad insistere per farne un omuncolo. Ciò che aveva in mente René era un antieroe, un personaggio più astuto che forte, con un carattere rissoso, "da gallico". Nuove discussioni, nuovi bozzetti. Il gallico si delinea: un bel nasone, baffi spioventi ed un casco con ali mobili. La matita riesce nell'exploit di fare una caricatura dei Galli senza urtare il lettore. Si tratta pur sempre delle radici della nazione francese.

#### Obelix e il villaggio dei galli
Uderzo insiste affinché Astérix abbia una spalla. Un personaggio grasso, placido e gioviale, che non porta ancora un menhir, ma un'ascia. Durante la prima avventura questa figura ha un ruolo di contorno, limitandosi ad aspettare il ritorno del protagonista. Goscinny lo recupera nelle avventure successive e ridistribuisce i ruoli: Astérix diventa un eroe a tutto tondo, limitato solo dal fisico mentre i difetti franco-gallici vanno a ricadere sul suo compare: Obélix è suscettibile, irascibile, goloso e altro ancora.
Il villaggio viene posizionato in Armorica. Fior di analisi sono state fatte su questo dettaglio: la Bretagna come alto simbolo di testardaggine contadina e di ostilità al centralismo di Parigi, oppure perché la Bretagna è l'unica regione del continente europeo in cui è sopravvissuta la lingua celtica. La realtà è molto più prosaica: per Goscinny ogni posto andava bene, e Uderzo ha scelto la Bretagna perché si ricordava bene dei suoi paesaggi. Il villaggio ha sempre delle scaramucce a portata di mano grazie agli accampamenti romani che lo circondano. Ma come in Lucky Luke le battaglie sono incruente. Occhi neri e braccia al collo, ma nulla di irreparabile.
Il risultato dei loro sforzi è ben ripagato. L'angolo della posta, i conoscenti, tutti elogiano Astérix come la vera star di Pilote.

### Gli anni successivi
La vita in redazione è idilliaca. François Clauteaux è redattore capo, ma la squadra di Edipresse rimane l'anima del giornale. Niente più ordini commerciali, pubblicitari, psicologici, pedagogici… ciascun autore è padrone del proprio lavoro e della propria libertà. Nonostante il successo nel 1960 gli investitori Courtaud e Ribière decidono di passare la mano, in cerca di un investimento più sicuro. Strangolato dai debiti Pilote non uscirà per tre settimane, e sarà messo in vendita. Jean-Michel Charlier fa pressione su Charles Dupuis, ma anche la Hachette esita. La società viene infine rilevata, per un franco simbolico più i debiti da Georges Dargaud, fino ad allora semplice distributore di Tintin. Al contrario degli altri Dargaud è convinto di aver fatto un affare e per prima cosa crea una collana di album raccogliendo le migliori storie del giornale. La vita in redazione non cambia molto, Dargaud lascia lavorare liberamente i suoi artisti, ma ormai il padrone è lui, e nulla lo tratterrà dal cavarne fino all'ultimo centesimo.
Il primo albo di Astérix le gaulois viene pubblicato nel 1961 in 6 000 copie, che si esauriscono rapidamente. Il fumetto vende da solo, senza nessuna pubblicità. Uno schiaffo alle ricerche di mercato dell'epoca, che consigliavano gli eroi giovani e belli ed i temi d'attualità. Il secondo episodio esce un anno dopo, e le vendite raddoppiano. Avventura dopo avventura la serie si consolida, il pubblico si appassiona e le vendite aumentano in maniera esponenziale. Il logo di Pilote viene modificato per includere Obélix.

### Iznogoud e les Dingodossiers
Nel 1962 nasce Iznogoud. Goscinny si era inizialmente accordato con Jean Tabary per creare una storia poliziesca, ma cambia scrivendo un racconto per le Petit Nicolas e nasce un'idea diversa. Un animatore molto gentile raccontava delle storie ai bambini e in una narrava di un cattivo visir che voleva diventare califfo al posto del califfo regnante. Questo lo ispira per creare una parodia della cattiveria, un personaggio tanto ignobile da diventare simpatico. Iznogoud, il visir che vuol diventare calife à la place du calife sarà il primo eroe negativo del fumetto franco-belga. E se gli album di Astérix sono boulot, da curare in ogni dettaglio, questi rimangono un divertissement, in cui Goscinny può lasciarsi andare ai piani più machiavellici, ai colpi di scena più improbabili ed ai calembour più ignobili.
Nel 1963 esce Astérix chez les Goths (Asterix e i Goti), nel 1964 Astérix Gladiateur (Asterix gladiatore). Per aumentare le tirature bisognerà lottare con Dargaud, che non vuole investire. Se Goscinny si occupa dei contatti con la stampa è Uderzo a parlare d'affari. Per la prima volta il rapporto di forza si inverte e gli autori ottengono un aumento delle royalties. Nel frattempo Goscinny ha inaugurato su Pilote la più celebre delle sue rubriche, Les Dingodossiers, uno spazio demenziale nel solco di Mad, il giornale americano diretto dai vecchi amici del suo soggiorno negli Stati Uniti d'America: Jack Davis e Harvey Kurtzman. Una collaborazione di due anni e mezzo, che lancerà Gotlib, prima come disegnatore e poi come autore completo.

### Il successo
Le tour de Gaule (Asterix e il giro di Gallia) esce nel 1965 con una tiratura iniziale di ben 300 000 copie, rapidamente esaurite. Il copione prevede che davanti alla salumeria di Lutezia si trovi un cagnolino. Goscinny pensa ad una piccola gag visiva: far seguire i protagonisti dal cagnolino per tutta l'avventura. I lettori adorano il nuovo personaggio e ne votano il nome grazie ad un concorso su Pilote: è nato Idefix. Col Tour de Gaule, si chiude per Astérix un primo ciclo di avventure, basate soprattutto sulla difesa del villaggio: i Galli compiono i loro primi viaggi. Nel frattempo Dargaud ha deciso di raddoppiare la produzione: non più una, ma due avventure inedite ogni anno, ed a farne le spese è Uderzo, che non può più staccarsi dal tavolo da disegno, nemmeno quando va al mare. Asterix et Cléopâtre la plus grande aventure jamais dessinée (Asterix e Cleopatra; "la più grande avventura mai disegnata) è il sesto episodio, il preferito dai collezionisti, e segna la maturità prima del grande boom.
Il 26 novembre 1965, dopo lo Sputnik e l'Explorer One, anche la Francia ha il suo satellite artificiale… si chiama Astérix! Un anno dopo l'Express dedica la prima pagina a Le phénomène Astérix, la nouvelle coqueluche des Français (Asterix, il nuovo idolo dei Francesi): mai un fumetto aveva ottenuto tanto. Goscinny e Uderzo non perdono il contatto con la realtà: la pagina vuota è una ottima consigliera. Celebrità o meno agli Uderzo viene comunque negato il mutuo sulla casa: fare fumetti non è una garanzia sufficiente, nemmeno se si tratta di Astérix.
Le combat des chefs (Asterix e il duello dei capi) e Astérix chez les Bretons (Asterix e i Britanni) raggiungono 600 000 copie in quindici giorni. Inaudito! Goscinny si rende conto della situazione e decide di dedicarsi a tre sole serie: Astérix e Lucky Luke più Iznogoud, la sua personale valvola di sfogo. Il successo cresce sempre di più e comporta nuove preoccupazioni, critiche e malintesi. Lentamente ma inesorabilmente Goscinny è diventato un capitano d'industria, l'industria Astérix, e forse il ruolo non fa per lui. Lui stesso confesserà quante angosce nascessero dal rapporto col pubblico:
Al di là dell'ironia si tratta di un aspetto importante della sua psicologia. Far ridere era il suo mestiere e la sua vita, ma non poteva mai essere sicuro di avere l'idea indispensabile. Quando non la trovava si aggirava abbattuto e frustrato per intere settimane. Sua moglie era così abituata che, se dopo due ore di lavoro non lo sentiva parlare di suicidio, iniziava a preoccuparsi. Il giudizio del pubblico lo terrorizzava: dava il massimo per soddisfare i lettori e ad album concluso rimaneva con l'orecchio teso.
Pilote diventa Le journal d'Astérix et Obélix e Goscinny ne diventa direttore. Un settimanale di 60 pagine, con 40 collaboratori, una "macchina da guerra" che utilizza per sperimentare; ai suoi autori non chiede "un western" od "un giallo" ma di esprimersi, di superare i personaggi, di fare delle opere d'autore. Claire Brétecher, Jean-Marc Reiser, Moebius, Greg, Tabary, Gotlib… tutti i nomi nuovi del fumetto di allora passano da qui.

### Asterix nelle sale
Nel 1967 Astérix diventa cartoon. Davanti alle sale un druido distribuisce una calda "pozione magica" ai bambini in fila. Se in Francia il film è un successo, in Germania diventa un vero e proprio trionfo, superando gli incassi de Il libro della giungla di Disney. In Spagna esce il primo album tradotto, ed in soli tre anni tutta l'Europa scopre le avventure dei Galli. Tedesco, inglese, finlandese… nasce addirittura un'edizione in latino, raccomandata dal Vaticano.
Pubblicità, sceneggiati, canzoni (nelle top ten del 1967 davanti ai Galli c'è solo Johnny Hallyday). Francesi, belgi, tedeschi, scandinavi, italiani, tutti mangiano, giocano, vestono Astérix. I prodotti su licenza sono gestiti da Dargaud, che vi si dedica con un appetito insaziabile. Un giorno Uderzo vede il suo personaggio in tre enormi pubblicità affiancate, che promuove tre prodotti diversi. Gli autori temono che il pubblico si stanchi e chiedono di ridurre il ritmo. Astérix et les Normands (Asterix e i Normanni) esce nel 1967, con una divertente caricatura dei giovani anni sessanta: Goudurix. Il secondo album dell'anno è forse uno dei migliori: Astérix légionaire (Asterix legionario). Entra in scena Falbalà, capace di far innamorare Obélix e milioni di lettori. Una soddisfazione per Uderzo: il personaggio è la caricatura di sua moglie! Per Goscinny, cresciuto nel culto di Walt Disney, il cartoon rimane una tentazione fortissima e, con l'indispensabile aiuto di Uderzo e Pierre Tchérnia gestisce in prima persona la realizzazione di un nuovo episodio: Astérix et Cleopâtre.

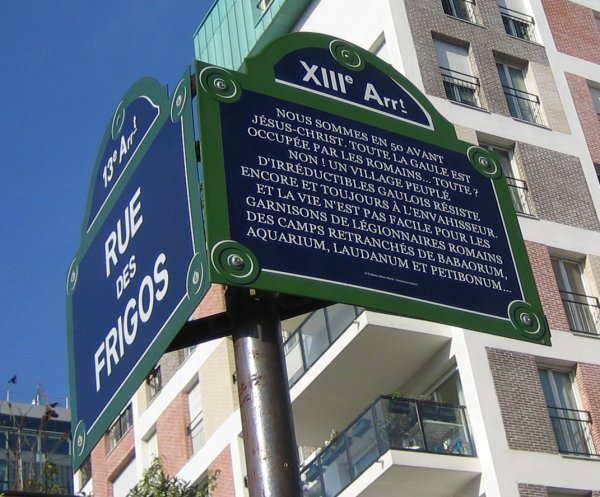
Rue René Goscinny a Parigi XIII

Il Balzac di Parigi ospita la prima e diverse personalità sono presenti alla serata. Il successo è immediato e le critiche favorevoli, ma i due autori soffrono in silenzio. I mezzi di Belvision non sono sufficienti, e proiezione dopo proiezione i difetti sembrano sempre più grandi: sognano uno studio d'animazione tutto loro, per fare più film, e meglio. Gli albi del 1968 sono Le bouclier arverne (Asterix e lo scudo degli Arverni) e Asterix aux Jeux olympiques (Asterix alle Olimpiadi). Uderzo decide di cessare tutte le altre collaborazioni e di concentrarsi sui Galli. Compare Agecanonix, novantatré anni, ma sposato con la bella del villaggio e sempre dietro a qualche sottana. È una divertita auto-caricatura di Goscinny e consorte.
Nel maggio del 1968 gli autori di Pilote vogliono fare la loro rivoluzione. Si riuniscono in assemblea ed accusano Goscinny di essere un paternalista, di negare la loro libertà… Il caso si sgonfia presto, ma Goscinny ne resterà segnato per il resto della sua vita. Reagisce comunque con intelligenza, istituendo le riunioni settimanali di redazione, nel corso delle quali si stabilisce il contenuto delle nuove "Pages d'actualités", che avranno una forte influenza nell'evoluzione dell'editoria a fumetti.
Nel 1972, nuova delusione, quando i disegnatori Mandryka, Gotlib e Brétecher lasciano il settimanale per fondare "L'écho des savanes". Goscinny si sente tradito; nel 1974 sbatte definitivamente la porta dietro di sé, portandosi via Astérix: Le Cadeau de César (Asterix e il regalo di Cesare) viene pubblicato su Le Monde, Obélix et Cie (Asterix e la Obelix S.p.A.) su Le Nouvel Observateur.

### La fabbrica del fumetto
René Goscinny ed Albert Uderzo si lanciano in una nuova avventura: investono le loro finanze personali e fondano, con l'editore Dargaud, gli Studios Idéfix. Ispirandosi alla grande industria Disney assumono una squadra fissa di sessanta animatori, con macchinari di qualità. Les douze travaux d'Astérix corona il vecchio sogno di indipendenza. Due anni di lavoro, dirigendo personalmente ogni scena, secondo un copione inedito scritto apposta per il cinema. Nel 1976 il nuovo cartoon viene presentato alla stampa e allo stesso tempo vengono mostrati gli studios. L'intenzione è di proporsi come autori pubblicitari, ma L'Express ironizza: "René Goscinny e Albert Uderzo se sont offert un jouet".
Quella di Goscinny e Uderzo si rivela essere una avventura mal preparata: la Disney aveva una squadra fissa di animatori, ma la sfruttava in maniera industriale, lavorando a ciclo continuo su diversi progetti. In Francia non c'è posto per una struttura così grande e gli Studios, terminato il nuovo Astérix, rimangono pagati ma inattivi: è un baratro finanziario. Le prime del film avvengono nello sfarzo più assoluto: grandi sale, tappeto rosso, jet privato. La prima più prestigiosa si svolge a Berlino Ovest, dove Astérix è una vera star. Les douze traveaux d'Astérix (Asterix e le dodici fatiche) non ha il successo sperato e gli studios sono in perdita. Goscinny crede che i guadagni arriveranno a medio termine. Uderzo non ne è convinto, ma per amicizia accetta di continuare fino alla conclusione del secondo film, la Ballade des Dalton.

### La morte prematura
Goscinny ha un malore mentre accompagna suo fratello all'aeroporto: angina pectoris, secondo il cardiologo. Durante l'estate 1977 Goscinny è sempre più teso: i rapporti con Dargaud sono difficili, sua moglie è malata, gli Studios non decollano. Diventa l'ombra di se stesso, nervoso e aggressivo. Stufo di seguire le cure e consigliato da amici e parenti si affida ad un nuovo cardiologo. Il dottor Charpentier gli dice che sta bene, che può tranquillamente gettare le medicine e presentarsi per un test sotto sforzo. Sabato 5 novembre René Goscinny entra in una clinica di rue de Chazelles, a Parigi: non ne uscirà vivo e in medicina si parla di caso Goscinny: i test sotto sforzo andavano preceduti da altri esami e condotti in presenza di un medico e di servizi di rianimazione. René Goscinny muore a Parigi all'età di 51 anni.

## Filmografia

### Doppiatore
- Lucky Luke - La ballata dei Dalton (1978) - Jolly Jumper